# 淘金駅
淘金駅（とうきんえき、仮名転写：タオジンえき）は、中華人民共和国広東省広州市越秀区環市東路と淘金路にある広州地下鉄5号線の駅である。

## 利用可能な鉄道路線
- 広州市地下鉄道総合公司

■5号線

## 駅構造
- 島式ホーム1面2線を有する地下駅。開業当初からホームドア設置。

| 5号線ホーム | ←■5号線 滘口方面     |
| 5号線ホーム | 島式ホーム           |
| 5号線ホーム | ■5号線 黄埔新港方面→ |

## 駅周辺
- オークラガーデンホテル上海
- 白雲ホテル
- 在広州日本国総領事館

## 歴史
- 2009年12月28日 - 5号線が開業。

## 隣の駅
- ■5号线

小北駅 - 淘金駅 - 区荘駅